# Ngadipuro (Dukun)
Ngadipuro is een bestuurslaag in het regentschap Magelang van de provincie Midden-Java, Indonesië. Ngadipuro telt 2346 inwoners (volkstelling 2010).